# Вовченя: Фільм
Вовченя: Фільм (англ. Teen Wolf: The Movie) — американський надприродний трилер, продовження до телесеріалу «Вовченя». Прем'єра відбулася 26 січня 2023 року на сервісі «Paramount+». Він став початком для спін-оф телесеріалу «Вовча зграя», заснованого на романі Едо ван Белком.

## Сюжет
У Бікон-Хіллз сходить повний місяць, і разом з ним з’являється жахливе зло. Вовки знову виють, закликаючи повернути банші, веркойотів, пекельних гончих та всіх інших нічних мисливців. Але лише такий перевертень, як Скот МакКолл, уже не підліток, але все ще Альфа, може зібрати нових союзників і возз’єднати надійних друзів, щоб дати відсіч тому, що може бути найпотужнішим і найсмертоноснішим ворогом, з яким вони коли-небудь стикалися.

## Акторський склад
- Тайлер Поузі – Скотт МакКолл
- Крістал Рід – Елісон Арджент
- Тайлер Геклін – Дерек Гейл
- Голланд Роден – Лідія Мартін
- Колтон Гейнс – Джексон Вітмор
- Шеллі Генніґ as Малія Тейт
- Ділан Спрайберрі – Ліам Данбар
- Лінден Ешбі – Ноа Стілінскі
- Меліса Понціо – Меліса МакКолл
- Джей Ар Борн – Кріс Арджент
- Хілін Рембо – Мейсон Г'юїтт
- Орні Адамс – Боббі Фінсток
- Сет Галлиам – Алан Дейтон
- Раян Келлі – Джордан Парріш
- Ієн Боен – Пітер Шейл
- Вінс Маттіс – Елай Гейл
- Емі Лін Воркман – Хікарі Чан
- Нобі Наканіші – заступник Ішіди
- Джон Поузі – Кондрад Фенріс
- Л.Б. Фішер – Тренер Хоган

## Виробництво
У вересні 2021 року було оголошено, що Paramount+ замовила фільм про возз’єднання для телесеріалу «Вовченя» 2011 року, а Джефф Девіс повернувся як сценарист і виконавчий продюсер фільму. Більшість оригінальних учасників акторського складу повторять свої ролі, хоча учасники акторського складу Ділан О'Браєн, Арден Чо та Коді Крістіан відмовилися повернутися. Режисер Рассел Малкахі режисер телесеріалу зняв фільм.

### Зйомки
У березні 2022 року офіційно розпочалися основні зйомки. Зйомки закінчилися 17 травня 2022 року.